# Saint-Seurin-de-Cadourne
Saint-Seurin-de-Cadourne è un comune francese di 731 abitanti situato nel dipartimento della Gironda nella regione della Nuova Aquitania.

## Società

### Evoluzione demografica
Abitanti censiti